# Багер
Багерът е земекопна машина, снабдена с подвижна стрела, на края на която е монтирана кофа.
Използва се за копане и повдигане на изкопания материал – пръст или друго.
Багерът може да бъде крачещ, верижен или колесен.

## Колесен багер
Вид багер, при който шасито е на колела, най-често е трактор с прикачена стрела и кофа. Обикновено е със сравнително малки размери, използван в градски условия.

## Верижен багер
Багер, обикновено с по-голям размер, при който е използвано верижно шаси. Използва се предимно при големи инфраструктурни проекти, за добив на руда, инертни материали и други.